# Grandala coelicolor
Grandala coelicolor este o specie de pasăre din familia Turdidae, originară din munții din sudul Asiei. Este singura specie din genul Grandala.

## Galerie

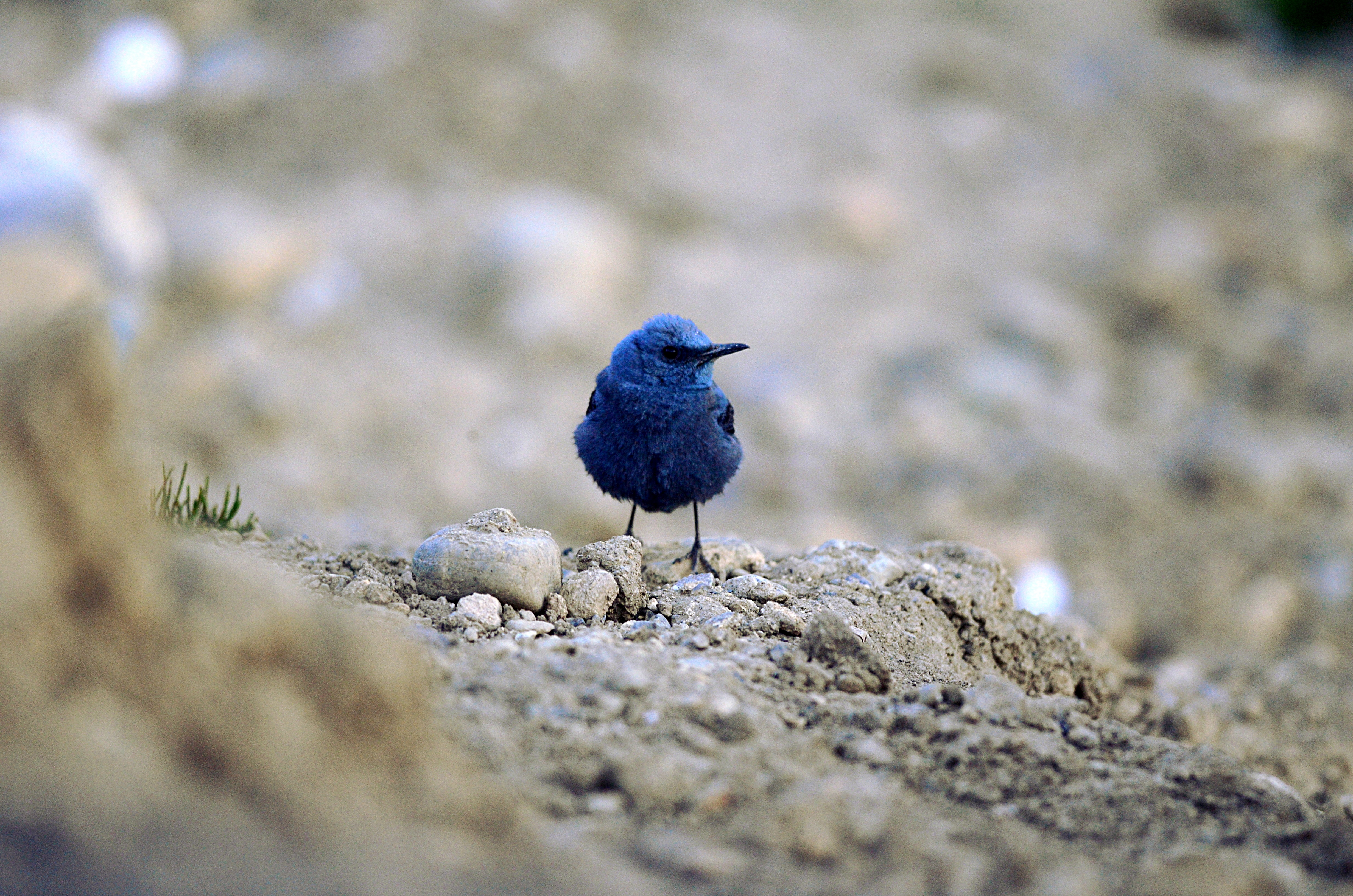
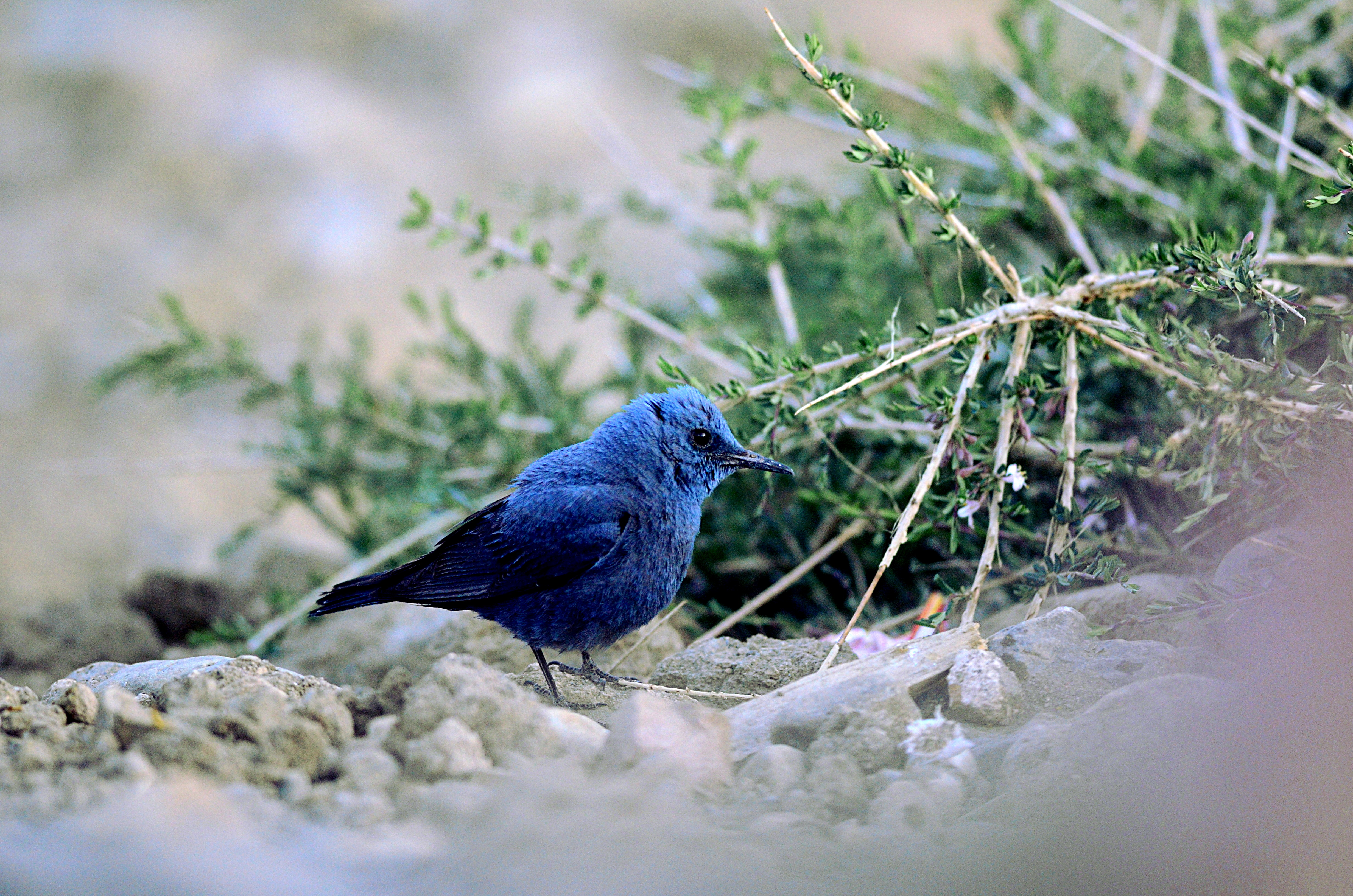
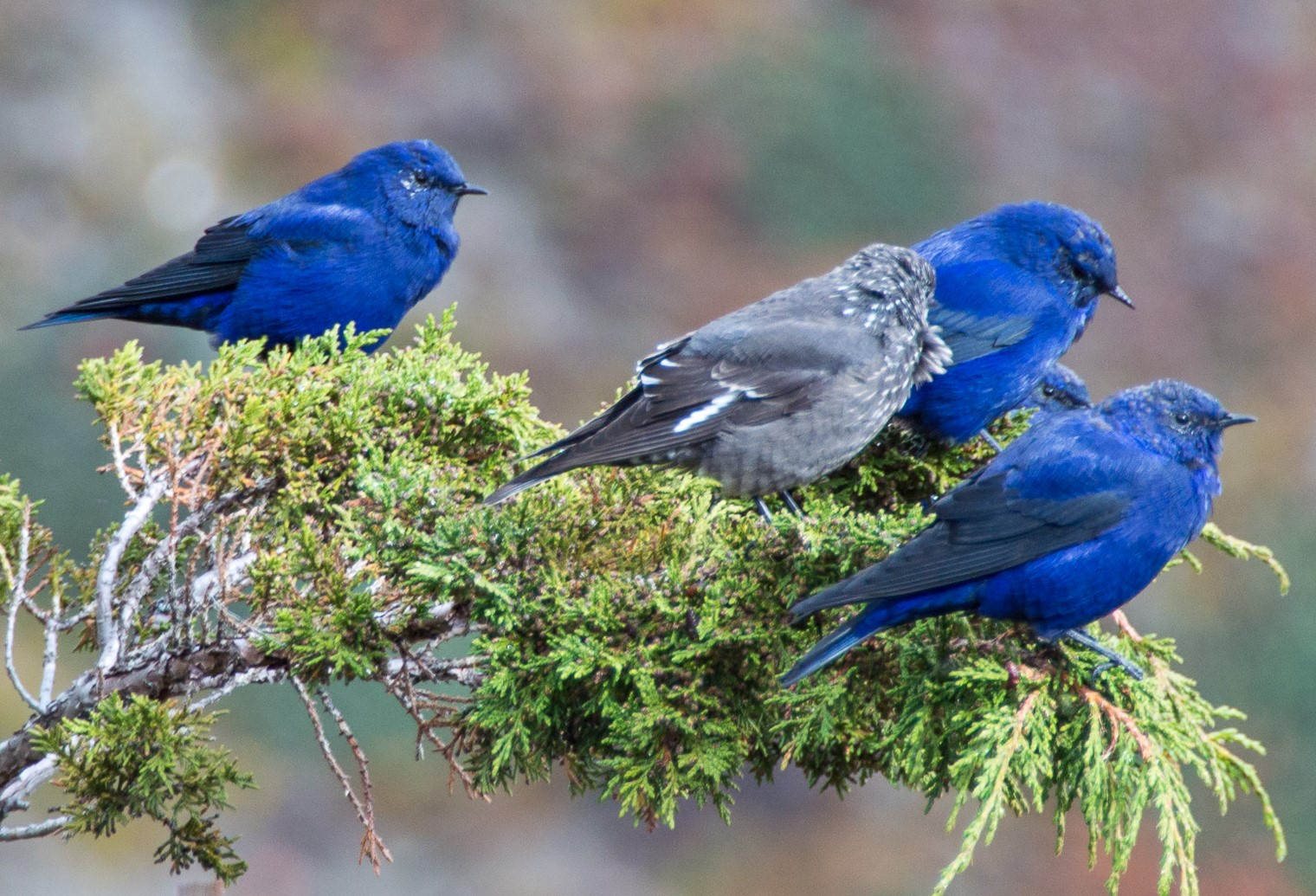